# Wendy Brown
Wendy Brown (ur. 1955) – amerykańska profesor nauk politycznych na Uniwersytecie Kalifornijskim w Berkeley.
Zdobyła uznanie za dokonanie znaczącego wkładu w post-Foucaultowską teorię polityczną, krytycznych studiów nad prawem i filozofię feministyczną. Korzystając z teoretycznych pomysłów Marksa, Nietzschego, Webera, Freuda, teoretyków związanych ze szkołą frankfurcką, Foucaulta i współczesnych filozofów kontynentalnym podejmuje problematykę władzy politycznej, tożsamości politycznej, obywatelstwa i podmiotowości politycznej.
Ostatnie badania Brown skupiają się na pojęciu suwerenności politycznej w jej powiązaniu z procesami globalizacyjnymi i innymi czynnikami i siłami ponadnarodowymi.

## Życiorys
Ukończyła studia na Uniwersytecie Kalifornijskim, a dysertację doktorską z dziedziny filozofii politycznej obroniła na Uniwersytecie Princeton w 1983. Przed zatrudnieniem w Berkeley w 1999 na stanowisku profesorskim nauczała w Williams College i na Uniwersytecie Kalifornijskim w Santa Cruz.

## Najważniejsze książki
- Manhood and Politics: A Feminist Reading in Political Thought (1988)
- States of Injury: Power and Freedom in Late Modernity (1995)
- Politics Out of History (2001)
- Left Legalism/Left Critique (współredakcja z Janet Halley; 2002)
- Edgework: Critical Essays in Knowledge and Politics (2005)
- Regulating Aversion: Tolerance in the Age of Identity and Empire (2006)